# Emil Hartmeyer

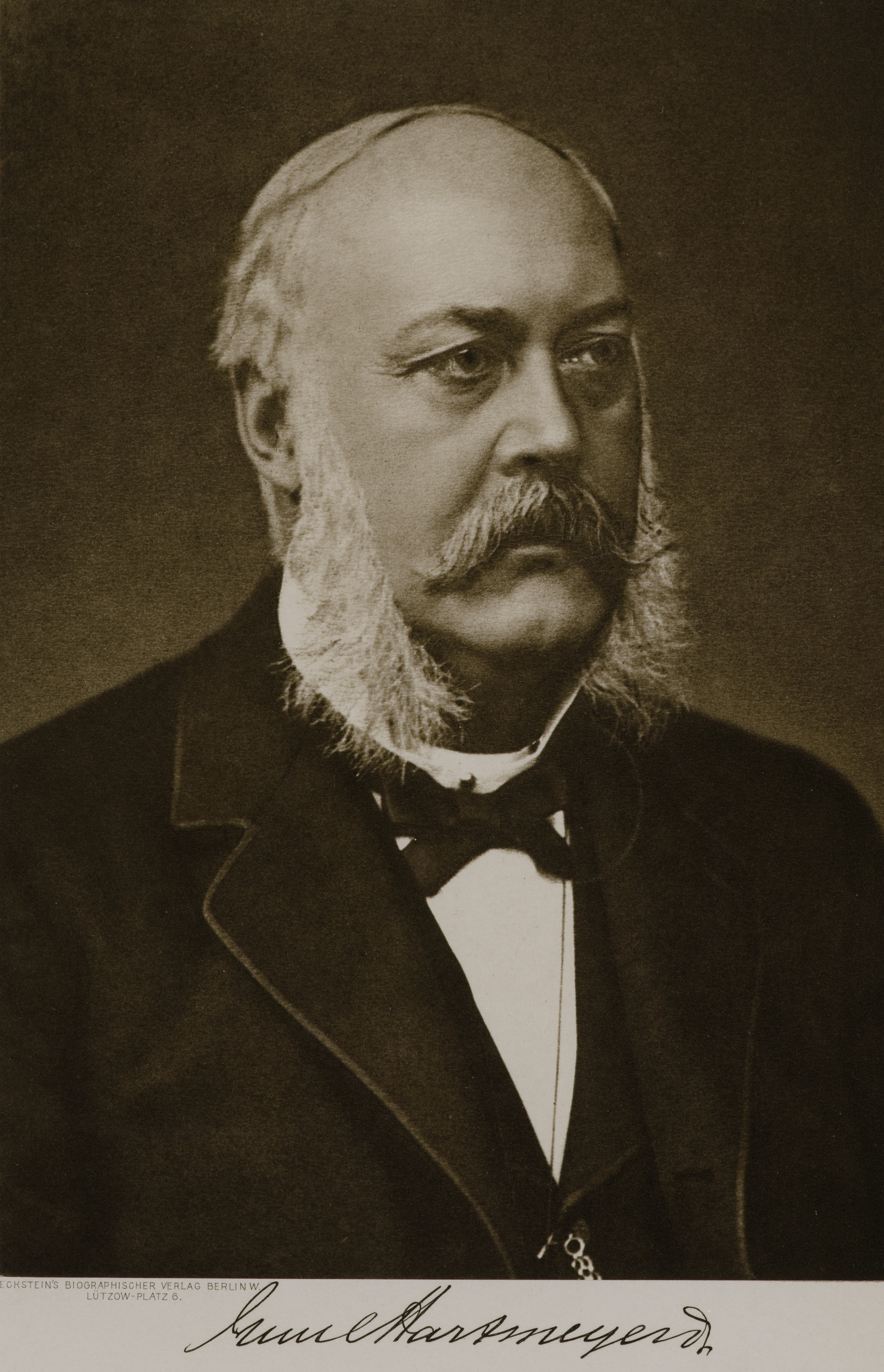
Emil Hartmeyer

(Heinrich) Emil Hartmeyer (* 9. Juni 1820 in Hamburg; † 11. Februar 1902 ebenda) war ein deutscher Jurist. Bekannt wurde er als Eigentümer und Chefredakteur der Hamburger Nachrichten.

## Leben
Hartmeyers Vater und Großvater mütterlicherseits besaßen Buchdruckereien und waren Verleger. Hartmeyer studierte an der Ruprecht-Karls-Universität Heidelberg Rechtswissenschaft. 1843 wurde er im Corps Vandalia Heidelberg recipiert. Nach der Promotion wurde er am 19. Juli 1844 in Hamburg als Rechtsanwalt zugelassen. Neben der Anwaltstätigkeit war er auch Mitherausgeber der wöchentlichen Nachrichten; außerdem trat er in die Redaktion der väterlichen Hamburger Nachrichten ein. Im Dezember 1855, nach dem Tod des Vaters, übernahm er die Zeitung und den Verlag Hermann’s Erben und gab seine Anwaltstätigkeit endgültig auf. Er war fast 50 Jahre lang Chefredakteur der Hamburger Nachrichten. Überregionale Beachtung fand diese bedeutende Hamburger Tageszeitung, als Hartmeyer sie Bismarck nach dessen Entlassung 1890 vorbehaltlos zur politischen Agitation zur Verfügung stellte. Er verhinderte so eine publizistische Isolation Bismarcks. Hartmeyers politischer Redakteur Hermann Hofmann (1850–1915) pflegte ständigen Kontakt mit Bismarck und vertrat in seinen (abgesprochenen) Artikeln die Position des entlassenen Kanzlers. Mit Ludwig Clericus setzte er sich (vergeblich) für eine Reform des Corpswappenwesens ein.

## Nachfahren
Sein Urenkel ist der ehemalige Vorstand der Deutschen Bank, Eckart van Hooven.